# Bundesautobahn 562
La Bundesautobahn 562, abbreviata anche in A 562, è una breve autostrada tedesca della lunghezza di 4 km che unisce la città di Bonn all'autostrada A 59. In futuro potrebbe costituire parte dell'autostrada A 56, attualmente in progetto.

## Percorso
| A 562 |           |                      |      |                |                |
| Tipo  | n° uscita | Indicazione          | km   | Corrispondenze | Strada europea |
|       |           | Ingresso provvisorio | 13,3 |                |                |
|       | 1         | Bonn Bad Godesberg   | 13,6 |                |                |
|       | 2         | Bonn Rheinaue        | 14,4 |                |                |
|       | 3         | Bonn Beuel Sud       | 15,7 |                |                |
|       | 4         | Kreuz Bonn Ost       | 16,9 |                |                |
|       |           | Uscita provvisoria   | 17,4 |                |                |